# خافيير أورتيغا سميث
خافيير أورتيغا سميث (بالإسبانية: Francisco Javier Ortega Smith-Molina)‏ هو عسكري ومحامي وسياسي أرجنتيني وإسباني، ولد في 28 أغسطس 1968 في مدريد في إسبانيا. حزبياً، نشط في فوكس (حزب سياسي) (ديسمبر 2013 – ). وقد انتخب أمين عام ‏ فوكس (حزب سياسي).